# Krasnohorivka, Velîka Bahacika
Krasnohorivka (în ucraineană Красногорівка) este un sat în comuna Biloțerkivka din raionul Velîka Bahacika, regiunea Poltava, Ucraina.

## Demografie
Componența lingvistică a localității Krasnohorivka
     Ucraineană (98,13%)
     Rusă (1,65%)
     Alte limbi (0,11%)
Conform recensământului din 2001, majoritatea populației localității Krasnohorivka era vorbitoare de ucraineană (98,13%), existând în minoritate și vorbitori de rusă (1,65%).